# Stazione di Grondola-Guinadi
La stazione di Grondola-Guinadi è una stazione ferroviaria senza traffico situata nella Valle del Verde, in Lunigiana, nel comune di Pontremoli. La stazione, chiusa al servizio viaggiatori, è posta al culmine della ferrovia Pontremolese ed è utilizzata, dalla fine del 1999, come posto di movimento in prossimità dell'accesso alla lunga galleria di valico denominata galleria del Borgallo.

## Storia

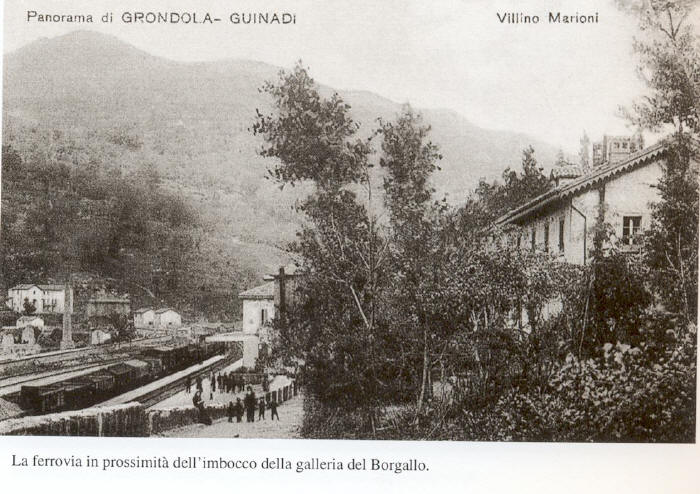
Veduta della stazione ferroviaria di Grondola-Guinadi nel 1945

La stazione venne inaugurata nel 1892 ed era situata sul tratto Borgotaro-Pontremoli della ferrovia Pontremolese.
Sul finire del 1999, le Ferrovie dello Stato decisero di modificarne la destinazione d'uso, declassandola da stazione a semplice area di ricovero e manovra.
Da allora l'impianto è classificato come Posto di Movimento.
La principale compagnia di trasporto su ferro italiana ha però deciso di adibire una parte della superficie della stazione ad area di triage, in modo da poter garantire ai numerosi abitanti anziani della vallata un soccorso immediato, tramite elicottero, in casi di necessità: molteplici sono gli interventi nell'arco dell'anno per svariate esigenze, che partono dal soccorso sanitario per arrivare al sostentamento generale della popolazione quando in inverno le strade sono difficilmente percorribili a causa della neve.
L'area è utilizzabile dai servizi di soccorso anche per le emergenze all'interno della galleria di valico.

## Strutture e impianti

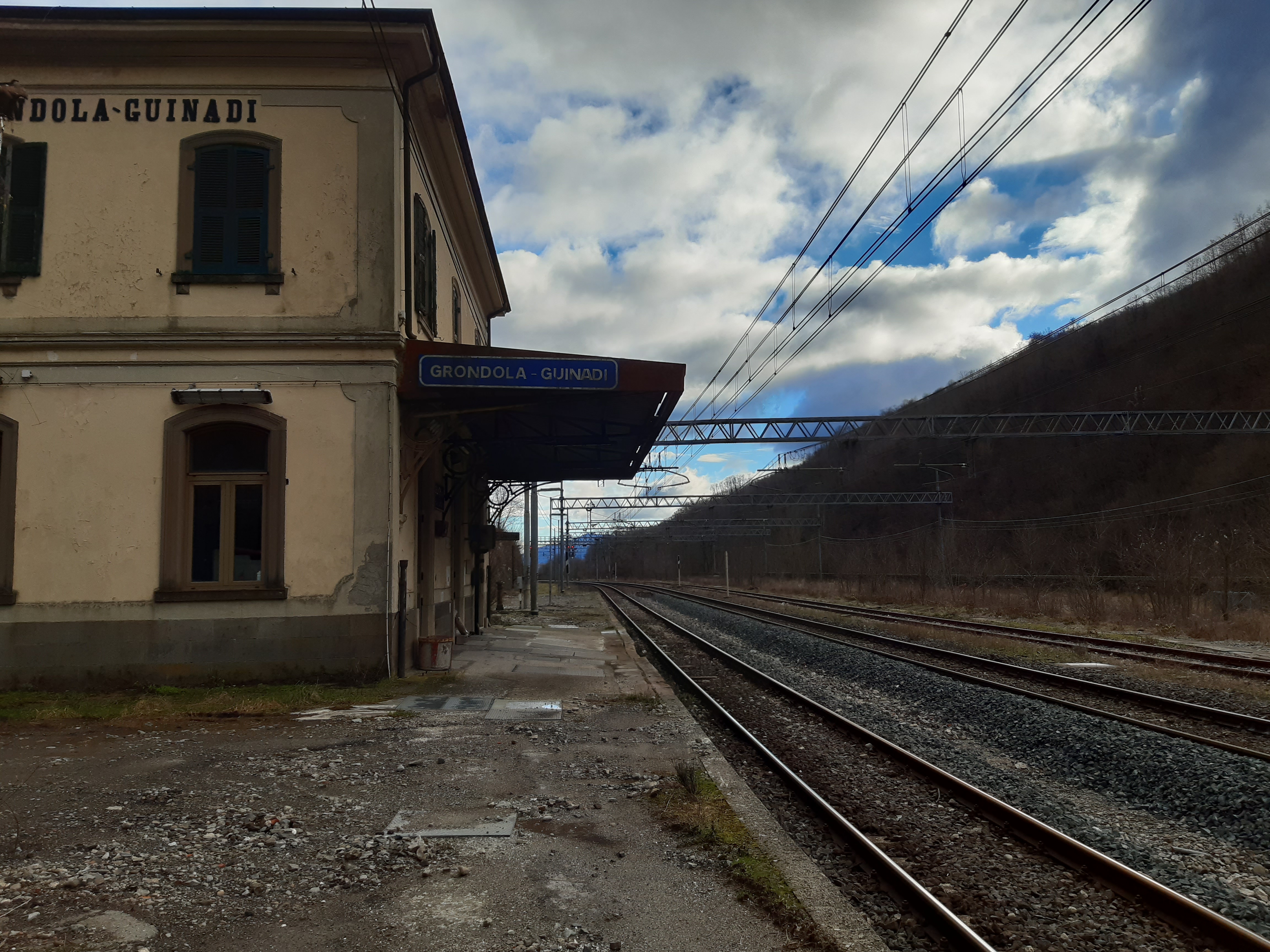
Vista del fabbricato viaggiatori e della banchina del 1º binario nel gennaio 2021

La stazione possiede un fabbricato viaggiatori, in disuso, un piccolo fabbricato per i servizi igienici ed altri edifici (come la torre idrica), anch'essi inutilizzati, oltre ad una piccola area merci con un binario tronco di raccordo. L'impianto è dotato di 3 binari più 2 piccoli tronchini, collocati rispettivamente presso la parte nord e sud dell'area ferroviaria, che si diramano dal binario 3. Originariamente ve ne erano 6 ma i binari 4, 5 e 6 sono stati smantellati successivamente. I primi due binari erano originariamente serviti da due banchine, di cui una dotata di pensilina, collegate tra di loro tramite un attraversamento a raso. Successivamente la banchina tra il binario 1 e 2 (così come anche il relativo attraversamento a raso) è stata demolita, lasciando unicamente quella del 1º binario, adiacente al fabbricato viaggiatori.
L'architettura della stazione è simile a quella degli altri impianti sulla linea. Sia il fabbricato viaggiatori che i marciapiedi e la pensilina si trovano in buono stato di conservazione.

## Movimento

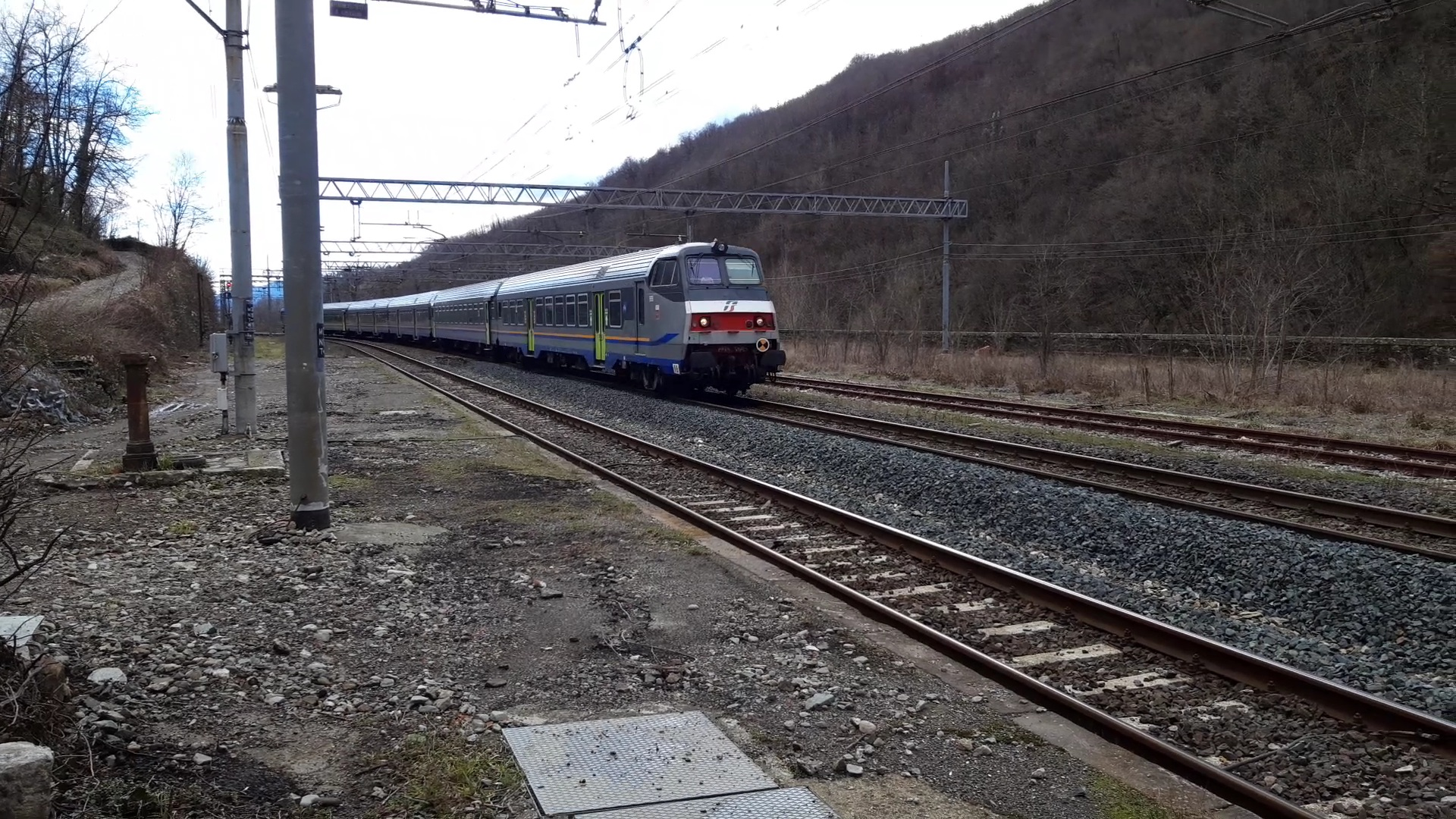
Treno regionale di Trenitalia in transito presso la stazione nel gennaio 2021

Non risultano treni effettuanti fermata presso l'impianto.
Fino a pochi anni fa, tuttavia, la stazione era utilizzata come punto di sgancio dei locomotori ausiliari impiegati per le spinte dei treni merci (essendo l'impianto localizzato sul culmine della rampa in salita che da Pontremoli conduce a Borgo Val di Taro). In tale località, infatti, i suddetti locomotori venivano sganciati dalla coda dei treni tramite la cosiddetta "Maglia sganciabile"; questi ultimi proseguivano verso la loro destinazione, mentre le locomotive utilizzate per la spinta arrestavano la marcia e rientravano presso il deposito di appartenenza (generalmente a La Spezia).

## Servizi
La stazione disponeva di:
- Biglietteria a sportello
- Sala d'attesa
- Servizi igienici

## Galleria d'immagini

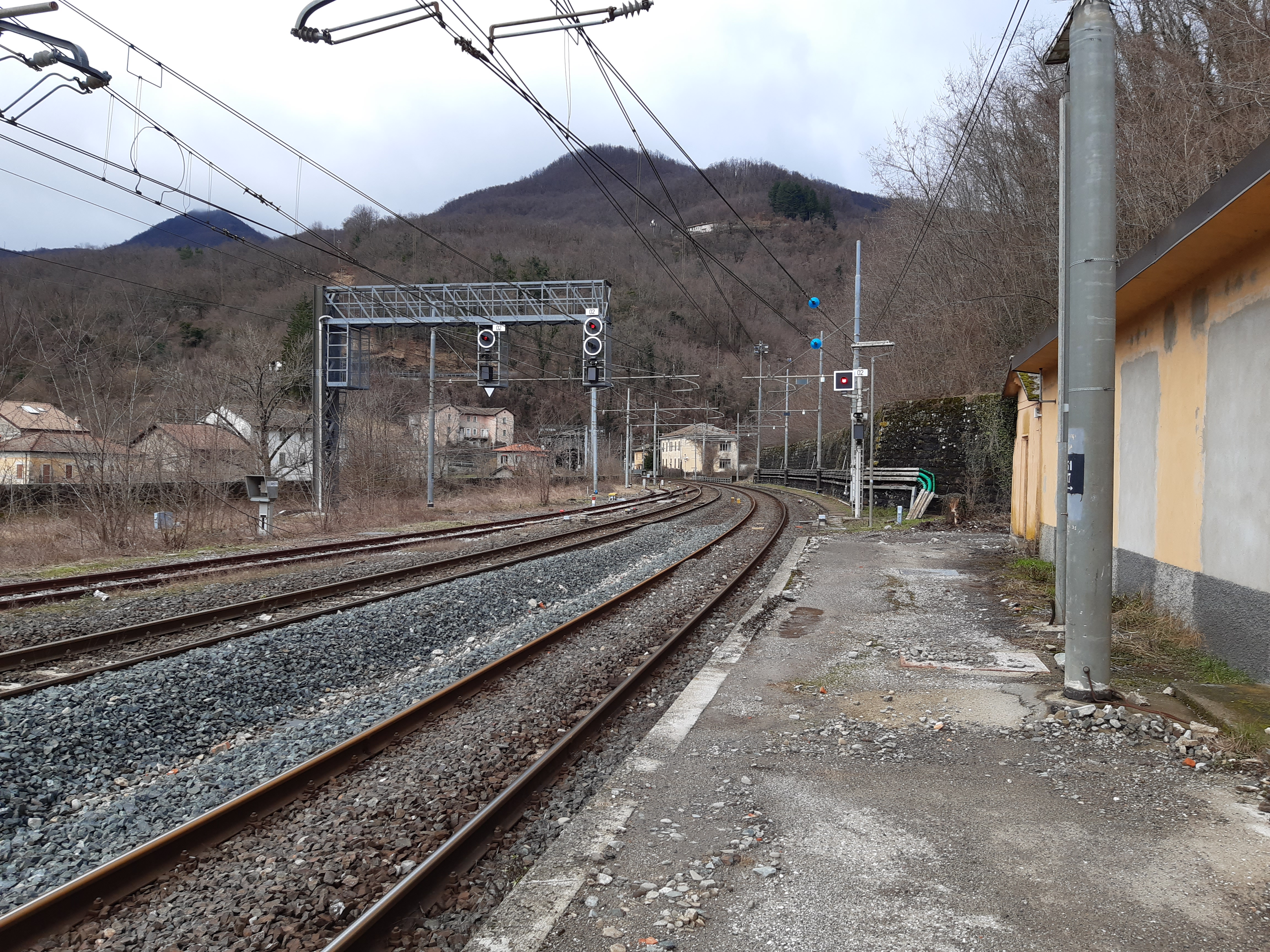
Vista dal marciapiede, in direzione Parma
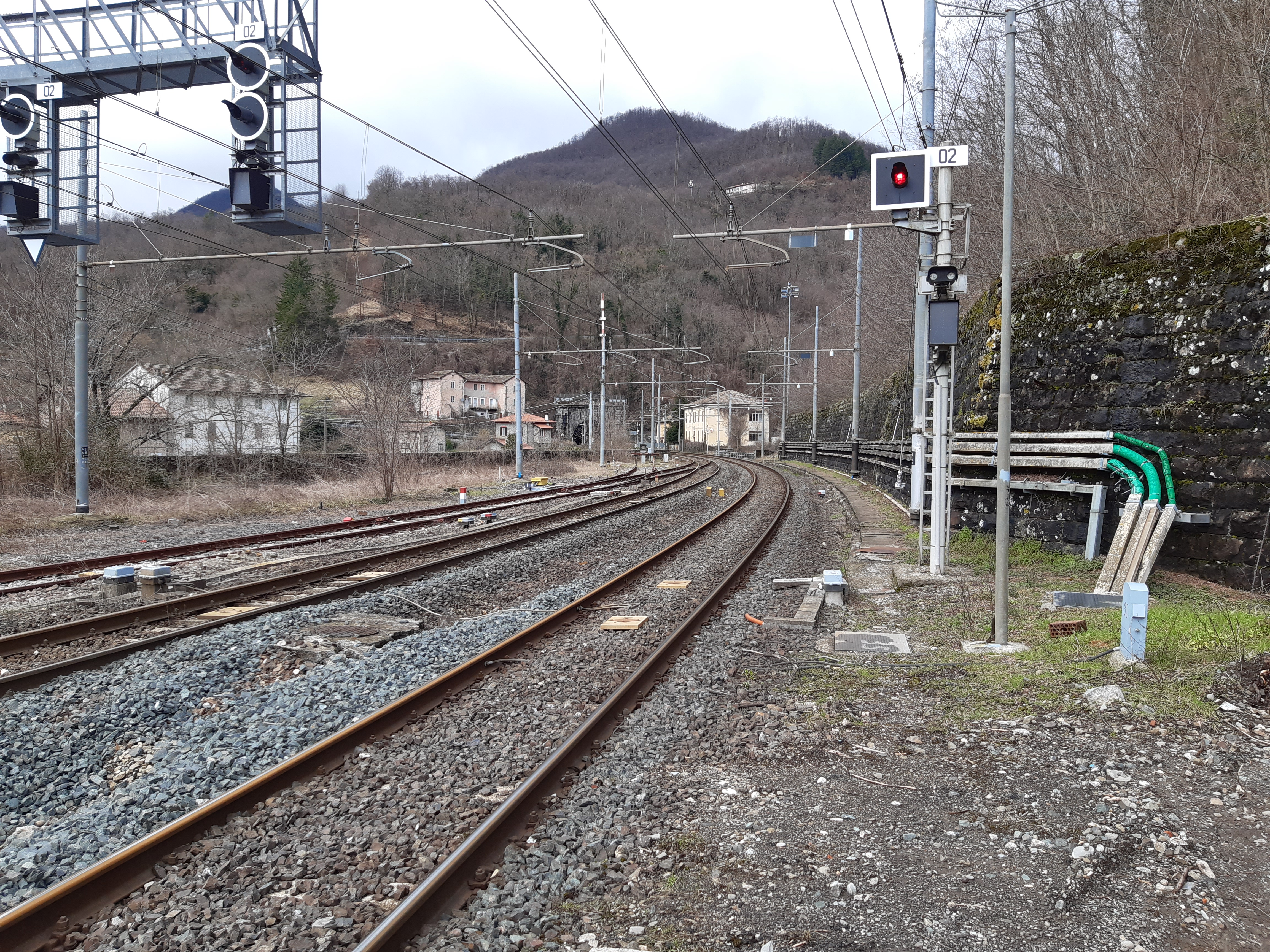
Segnali di partenza lato Parma
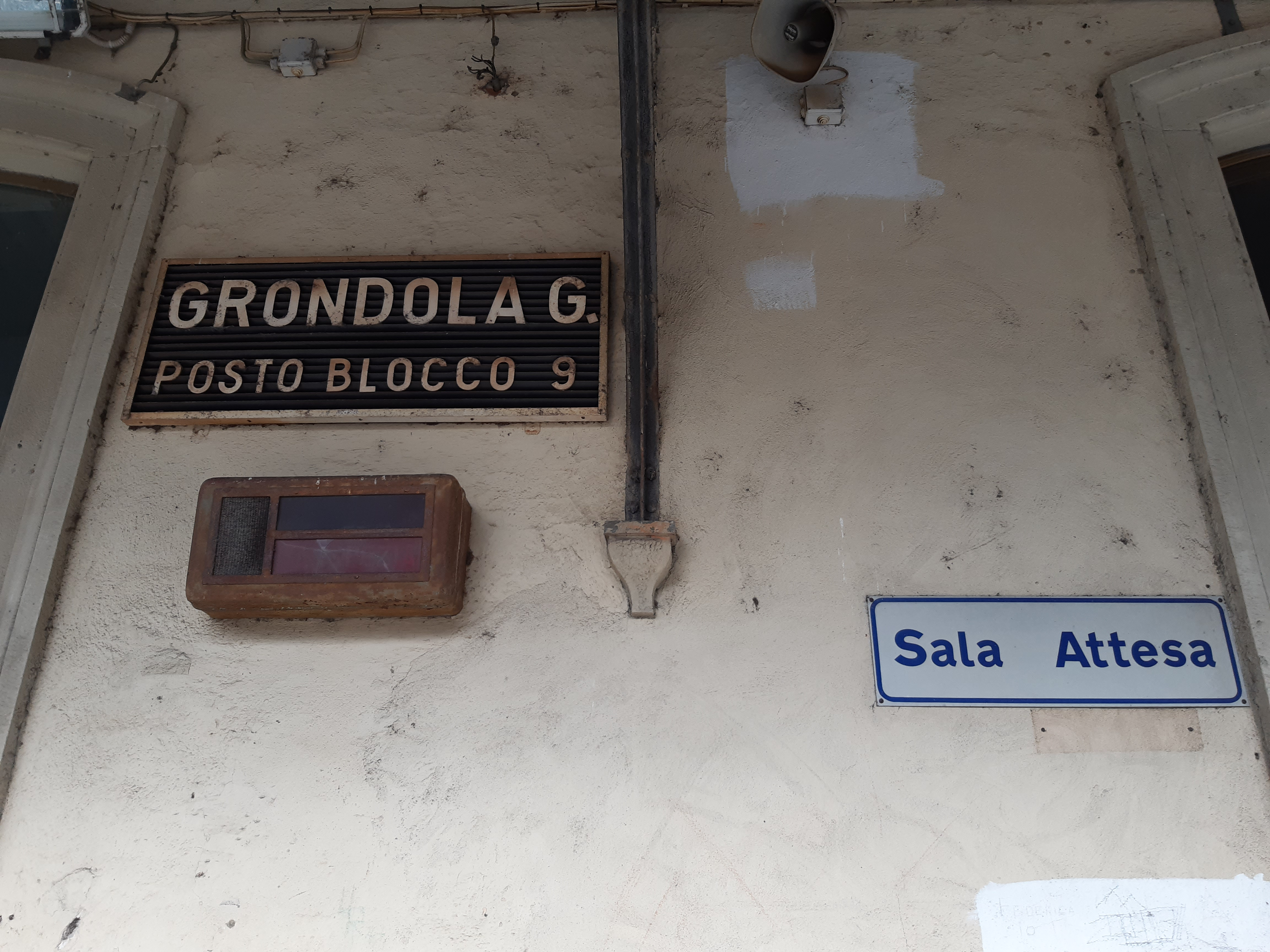
Particolare del fabbricato viaggiatori
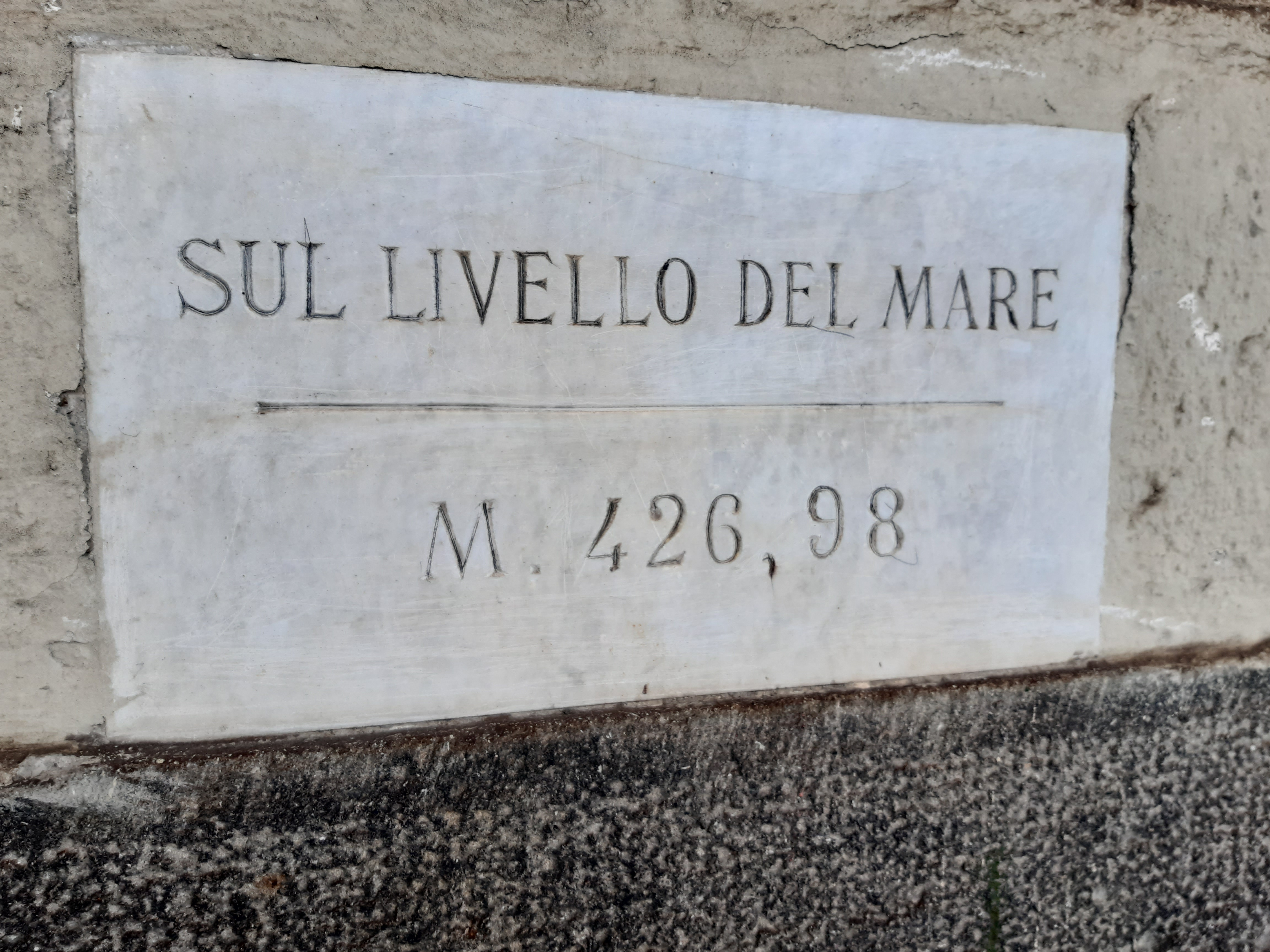
Targa in marmo riportante l'elevazione dell'impianto sul livello del mare
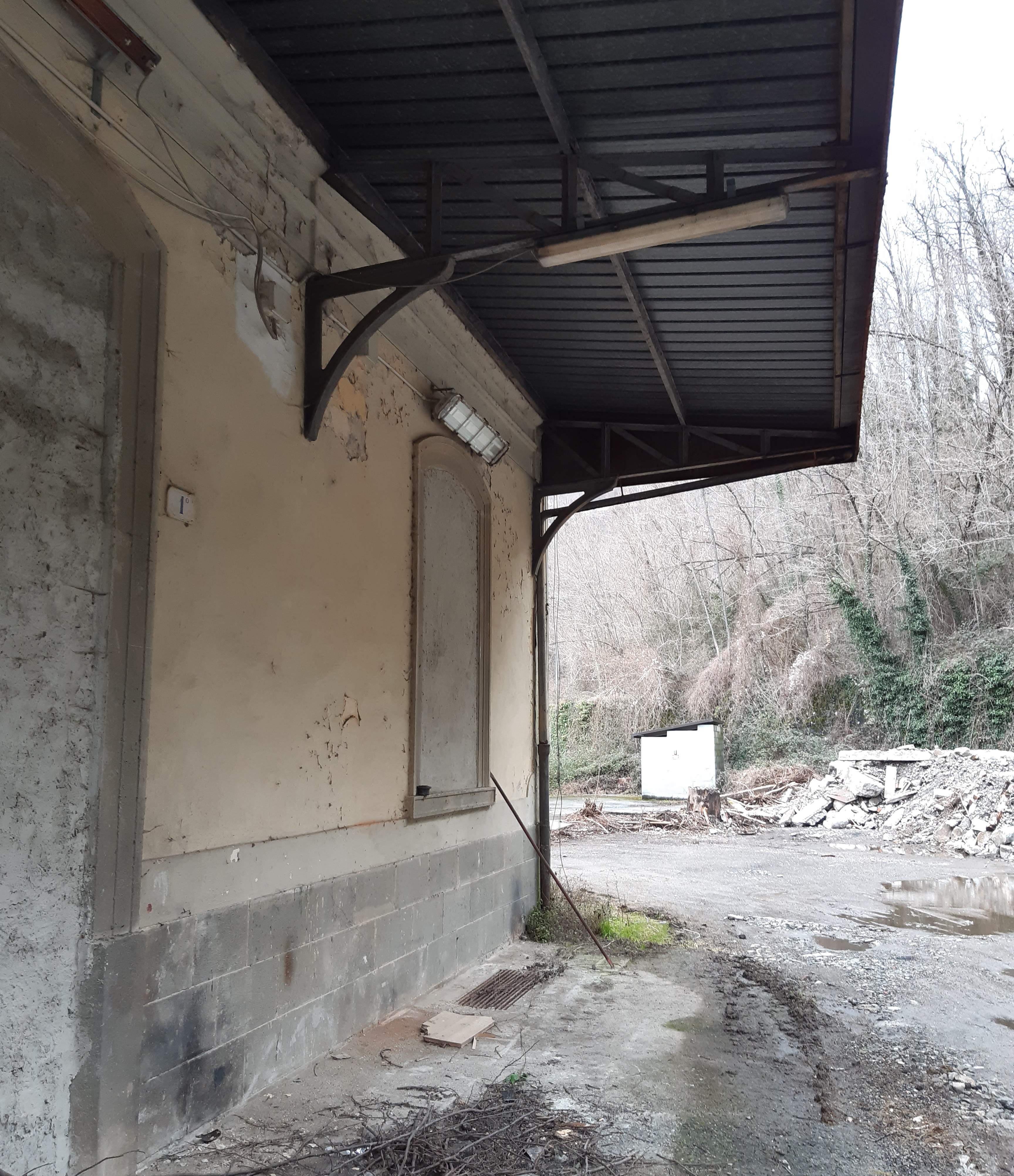
Fabbricato viaggiatori visto dal piazzale esterno e con gli accessi murati
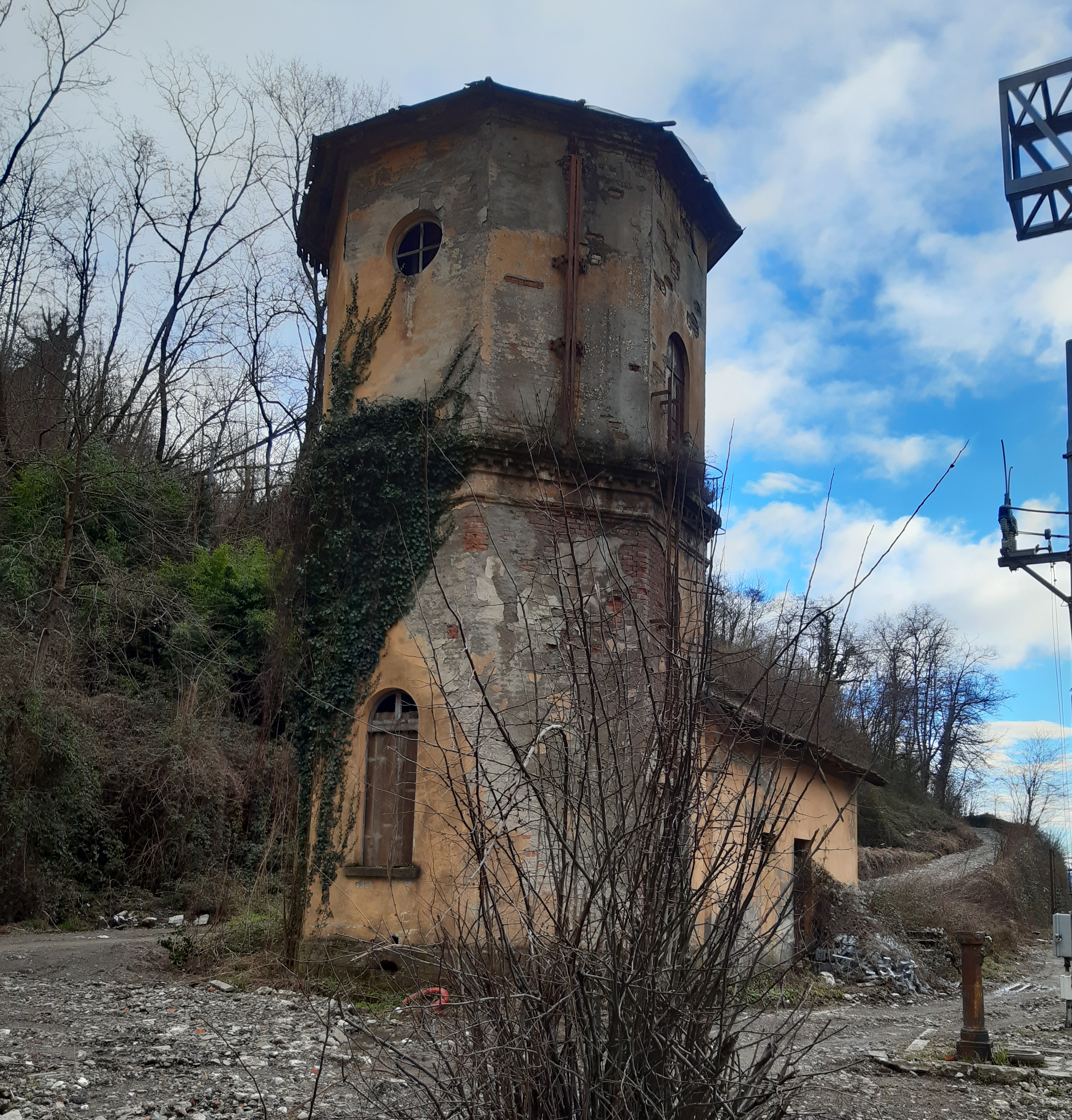
Torre idrica dismessa
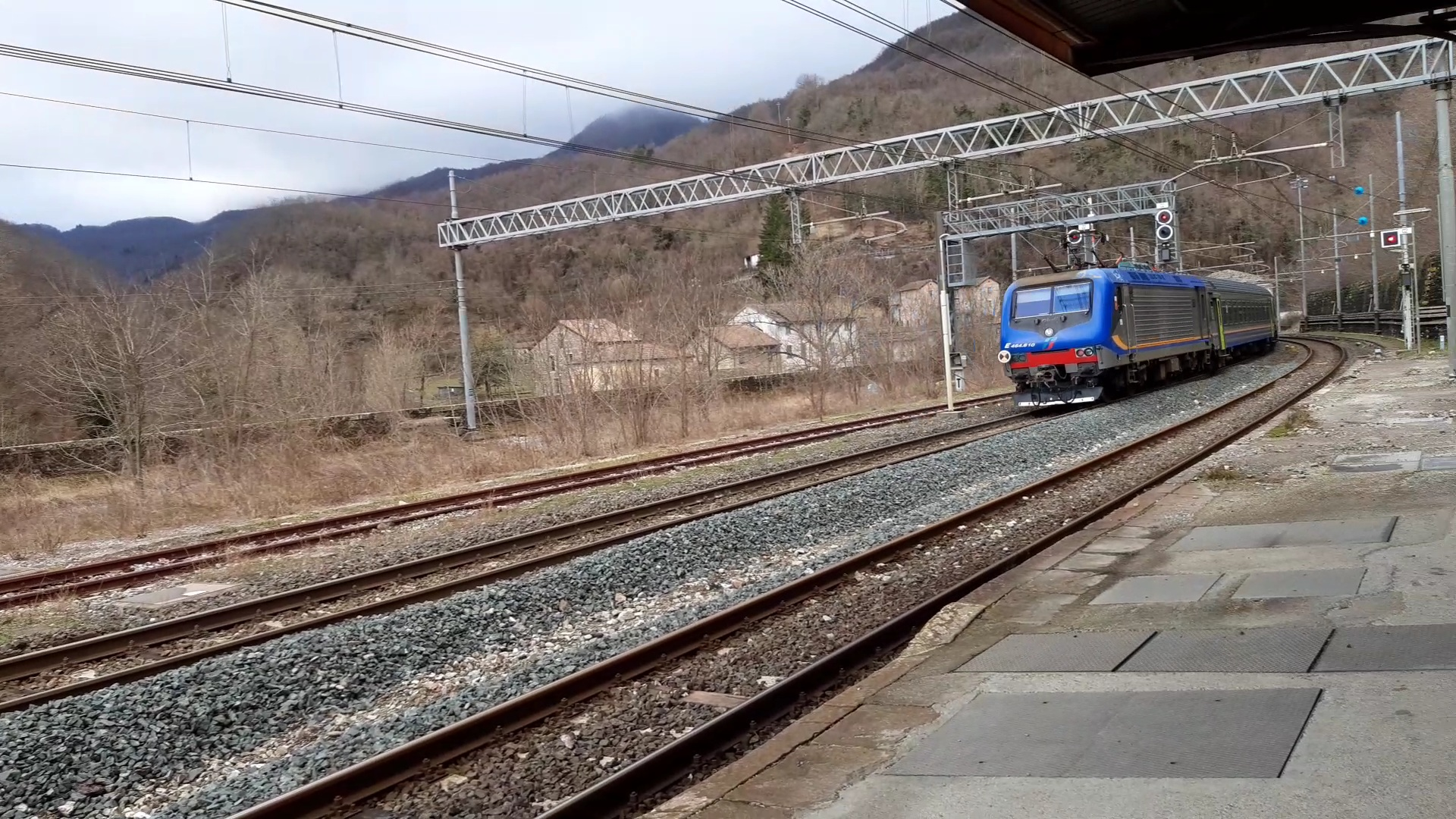
Locomotiva E464 di Trenitalia in transito verso Parma, nel gennaio 2021